# Церква Святого Архистратига Михаїла (Рудники)
Церква Святого Архистратига Михаїла в Рудниках — храм УГКЦ в селі Рудниках Миколаївської громади Стрийського району Львівської области України.

## Історія
Мурований храм за взірцем Андріївської церкви збудований 1885 року за проєктом місцевого жителя Сколоздра (фундатор Теодозій Полянський), який замінив згорілу в 1880 році старішу дерев'яну церкву, побудовану в 1723 році. Новозведений храм освячений в 1889 році.
У святині зберігалися два антимінси (1713, 1723) від єпископів Варлаама і Атанасія Шептицьких.
У 1905—1912 роках здійснювався розпис храму (частина стінопису поновлена), а також намальовані ікони для іконостаса. Усі згадані роботи виконав художник Теофіл Копистинський.

## Парохи
- о. Онуфрій Церкевич (1831)
- о. Петро Войтинський (1831—1854)
- о. Юліян Радкевич (1853—1855, сотрудник)
- о. Петро Гребовський (1854—1855)
- о. Дмитро Строцький (1855—1885)
- о. Константин Строцький (1886—1905)
- о. Іван Біржинський (1905—1909)
- о. Стефан Яворський (1905—1909, сотрудник; 1909—1941)
- о. Василь Лавришин (1941—1944)